# Jarkko Saapunki
Jarkko Saapunki (* 25. Oktober 1976 in Oulu) ist ein ehemaliger finnischer Skispringer und heutiger Skisprungtrainer.

## Werdegang

### Sportliche Laufbahn
Saapunki trat als Aktiver nur kurz in Erscheinung. Er begann 1992 im Sportgymnasium von Kuopio bei Mika Kojonkoski mit dem Skispringen. 1993 war er für die Juniorenweltmeisterschaften nominiert, konnte wegen einer Erkrankung jedoch nicht starten. Im Folgejahr wurde er bei den finnischen Meisterschaften Vierter auf der Normal- und Siebter auf der Großschanze und daraufhin auch im Weltcup eingesetzt, scheiterte aber knapp an der Qualifikation für die Olympischen Spiele in Lillehammer. 1994 bestritt er seine einzige Saison mit Starts im Skisprung-Weltcup. Im Europacup hatte er einige Podiumsplatzierungen erreicht, aber schon 1996 beendete er seine Aktivenkarriere.

### Trainertätigkeit
Saapunki begann 1997 mit seiner Trainerausbildung und -tätigkeit, zunächst als Konditionstrainer und Trainer der Skisprungfrauen. Einem einjährigen Aufenthalt als Jugendtrainer in Nagano, Japan, folgte die Anstellung im Vuokatti Sports Institute in Sotkamo, wo er als Sprungtrainer auch Jaakko Tallus und Petter Kukkonen betreute und er war von 1998 bis Anfang 2002 verantwortlich für die finnische Juniorennationalmannschaft. Ab der Saison 2002/2003 wurde er Sprungtrainer der finnischen Nordischen Kombinierer. Während er bereits Trainerverantwortung hatte, absolvierte er die erforderliche Ausbildung zum Übungsleiter und Diplomsportlehrer bei seinem früheren Coach Mika Kojonkoski. Ab 2005 reiste Saapunki mit den finnischen Skispringern des Nationalteams und arbeitet als Personal Trainer von Matti Hautamäki und Arttu Lappi. 2010 zog er sich komplett vom Skispringen zurück.

### Musikerkarriere
Neben dem Skisport war Saapunki auch immer als Musiker aktiv. Zusammen mit Ville Kantee gründete er 1992 die Rockband Jumping Twins und war Manager der Skispringerband Vieraileva Tähti, mit der er zwei Singles bei renommierten finnischen Labels aufnahm. Für die Nordischen Skiweltmeisterschaften 2001 in Lahti komponierte er die offizielle Hymne. Er ist als Manager der Band The Kroisos für die Professionalisierung der Band verantwortlich.

## Privates
Saapunki lebt mit seiner Frau Saija in Kuopio und hat drei Kinder.